# You FM

Logo

YOU FM är en tysk radiostation i Hessen i Tyskland. Ägare är Hessischer Rundfunk. Stationen startade 1 januari 2004.